# Piele
Piele (deutsch Pellen) ist ein kleines Dorf im Nordwesten der polnischen Woiwodschaft Ermland-Masuren, unmittelbar an der Staatsgrenze zwischen Polen und Russland (Oblast Kaliningrad) gelegen. Es gehört zur Landgemeinde Lelkowo (Lichtenfeld) im Powiat Braniewski (Kreis Braunsberg).

## Lage und Verkehr
Piele liegt im polnisch-russischen Grenzgebiet und ist Endpunkt zweier Nebenstraßen, die aus der näheren Umgebung in Piele enden: aus südlicher Richtung von Wyszkowo (Hohenfürst) und aus östlicher Richtung von Głębock (Tiefensee) und Grabowiec (Schönwalde). Bis 1945 verliefen beide Straßen durch den Ort weiter in das heute zu Russland gehörige Zinten (russisch: Kornewo), zu dessen Einzugsbereich der damals Pellen genannte Ort gehörte.
Ein Bahnanschluss besteht heute nicht mehr, vor 1945 war Zinten Bahnstation an der Strecke von Heiligenbeil (Mamonowo) bzw. Preußisch Eylau (Bagrationowsk).

## Geschichte
Die Besiedlung der Gegend in und um Piele erfolgte schon in der Bronzezeit etwa 750 bis 400 v. Chr. Am 29. September 1383 wurde Pellin erstmals urkundlich erwähnt. Damals befand sich im Ort ein Ordenshof mit Vieh- und Ackerwirtschaft, der 1412 auch noch den Wirtschaftshof des Kammeramtes Zinten (russisch: Kornewo) aufnahm. Der Ordenshof lag vermutlich östlich des späteren Gutshofs. Im Volksmund der bis 1945/46 hier ansässigen deutschen Bevölkerung hieß die Feldflur Alter Hof. Der Ordendshof muss über Wohn-als auch Gasträume verfügt haben.
Im Hungerkrieg 1414 wurde der Pellener Ordenshof verwüstet. Für den Ordenshof ist ein Schaden von 3000 Mark belegt. Im Jahr 1415 wurde Aufbauarbeiten vorgenommen, wie Ausgabe des Kämmerers belegen. Am Ordenshofe saß der Kämmerer des Kammeramts Zinten. Mehrmals sind Hochmeister in Pellen gewesen, so 1423 Paul von Rußdorf und 1448 Konrad von Erlichshausen. Auch der Komtur zu Balga hat in Pellen Urkunden ausgestellt und Briefe geschrieben. Nach dem Dreizehnjährigen Krieg verschwindet die Bezeichnung Kammeramt Zinten, dafür wird das Kammeramt Pellen genannt. Nach einem Schadensregister nach dem Reiterkriege 1520/21 bestand der Hof noch. Daraufhin löste Herzog Albrecht den Hof auf und verlieh 1527 die Ländereien zusammen mit Hasselpusch (polnisch: Zagaje) sowie Krug, Mühle und Kirche an Claus von Auer, dem Stammvater des Geschlechts von Auer in Preußen bis 1945.
Im Jahre 1780 erwarb der Oberpräsident Friedrich von Domhardt das Gut Pellen vom Tribunalrat Friedrich Ludwig von Auer. Nach dessen baldigem Tod 1781 wechselten die Besitzer von Pellen und Hasselpusch häufig. Seit 1827 gehörten sie dem Landschaftsdirektor Albrecht von Brandt, Erbherr auf Kupgallen und Labehnen und Landrat des kurzlebigen Kreises Zinten 1818/1819. Der letzte deutsche Besitzer auf Pellen Hans Hugo von Brandt starb 1945 in sowjetischer Kriegsgefangenschaft.
Im Jahr 1910 lebten im Gutsbezirk Pellen, zu dem die beiden Vorwerke Eigensinn und Hirschken (polnisch Jelonki) gehörten, 198 Einwohner. Ihre Zahl stieg bis 1933 in der Landgemeinde Pellen auf 220 und betrug 1939 noch 208.
Bis 1945 war Pellen ein Ort im Landkreis Heiligenbeil im Regierungsbezirk Königsberg in der preußischen Provinz Ostpreußen.
Seit 1945 ist Pellen unter der Bezeichnung Piele ein Ort in Polen. Er gehört zur Gmina Lelkowo im Powiat Braniewski in der Woiwodschaft Ermland-Masuren (1975 bis 1998 Woiwodschaft Elbing).

### Amtsbezirk Pellen
Am 11. Juni 1874 war aus den beiden Landgemeinden Hasselpusch (Zagaje) und Lauterbach (Mędrzyki) sowie den Gutsbezirken Hasselpusch und Pellen der Amtsbezirk Pellen gebildet worden. Nach mehreren Umgliederungen bzw. Eingemeindungen bestand dieser Amtsbezirk am 1. September 1931 noch aus den drei Landgemeinden Hasselpusch, Lauterbach und Pellen. Diese Gliederung blieb bis 1945 bestehen.

## Kirche
Die Kirche aus der Ordenszeit war 1575 sehr baufällig und wurde in den Folgejahren restauriert. Im Laufe der Jahre fanden weitere Renovierungsarbeiten statt, und das Gotteshaus kam auch gut durch den Zweiten Weltkrieg. Dann aber diente sie als Lagerhalle und wurde letztlich abgebrochen.
Die Kirchenglocke aus dem Jahr 1767 sollte 1942 zu Kriegszwecken eingeschmolzen werden, entkam jedoch diesem Schicksal und wurde auf dem Hamburger Glockenfriedhof wieder aufgefunden. Sie läutet seit 1952 in der Paul-Gerhardt-Kirche von Hameln. Ihr Klang ist der Ton h', sie wurde in Bronze im Jahre 1767 von Glockengießermeister Gottlieb Abraham Siefert, Hirschberg, gegossen.
Die Glockeninschrift lautet: 
- Gottlib Abraham Sievert Anno 1767:
 Durch meinen Ton und Klang ruf ich den Menschen zu
 kommt hört auf Gottes Wort der Seelen Heil und Ruh.

Eine andere Glocke der Kirche soll heute in der Kirche von Dębowiec (Eichholz) läuten.
Der Altar der Pellener Kirche, den die Klosterbrüder der Redemptoristen der Kreuzkirche zu Braunsberg (Braniewo) rechtzeitig vor dem Verfall zusammen mit der Kanzel gerettet hatten, befindet sich heute in der Kirche von Żelazna Góra (Eisenberg), der einzigen noch erhaltenen Kirche im ehemaligen Kirchenkreis Heiligenbeil (Mamonowo). Die Kanzel jedoch ist verschollen.

### Kirchengemeinde
Pellen war vor 1945 Filialkirche im evangelischen Kirchspiel Hermsdorf-Pellen  (Pogranitschny/Piele). Es gehörte zum Kirchenkreis Heiligenbeil (dessen nördliche Hälfte heute in Russland liegt) in der Kirchenprovinz Ostpreußen der Kirche der Altpreußischen Union. Pfarrsitz war Hermsdorf.
Heute ist Piele in die 1984 neu errichtete katholische Pfarrei Zagaje (Hasselpusch) eingepfarrt. Sie gehört zum Dekanat in Pieniężno (Mehlsack) im Erzbistum Ermland der Katholischen Kirche in Polen. Hier lebende evangelische Kirchenglieder sind Teil der Diözese Masuren der Evangelisch-Augsburgischen Kirche in Polen.

## Persönlichkeiten
- Friedrich von Tippelskirch (* 5. März 1802 in Pellen; † 17. Juli 1866 in Berlin), Gutsbesitzersohn, preußischer lutherischer Theologe, u. a. Gesandtschaftsprediger in Rom